# Platycerium holttumii
Platycerium holttumii är en stensöteväxtart som beskrevs av Joncheere och Hennipman. Platycerium holttumii ingår i släktet Platycerium och familjen Polypodiaceae. Inga underarter finns listade.

## Bildgalleri

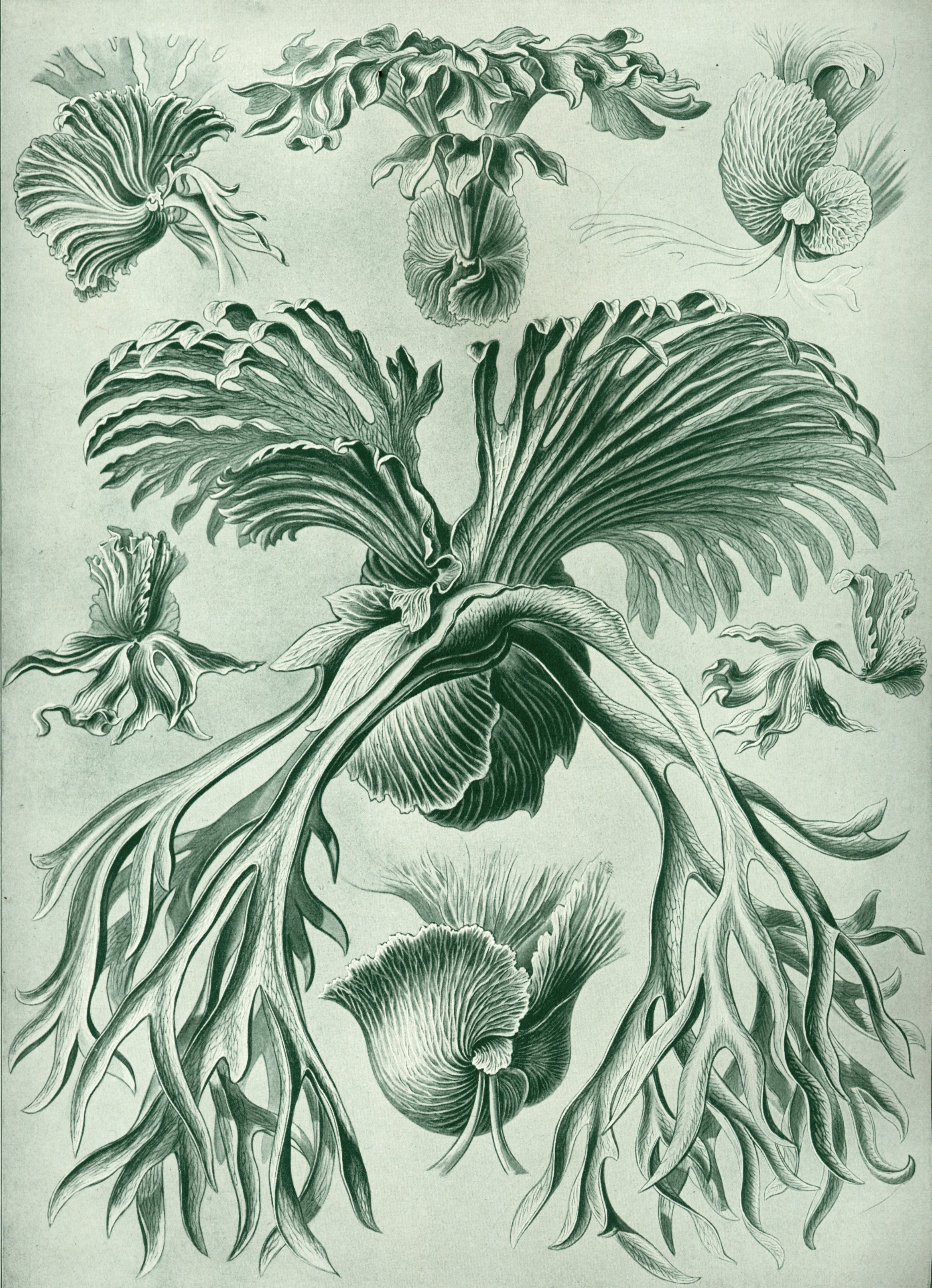